# ماغنوس أندرسن
ماغنوس أندرسن (بالنرويجية البوكمول: Magnus Andersen)‏ (28 مايو 1986 بالنرويج - ) هو لاعب كرة قدم نرويجي في مركز الوسط. شارك مع منتخب سامي لكرة القدم. أما مع النوادي، فقد لعب مع ترومسو إيدريتسلاغ وAlta IF ‏.

## وصلات خارجية
- ماغنوس أندرسن على موقع الاتحاد الأوربي (الإنجليزية)
- ماغنوس أندرسن على موقع اتحاد النرويج (النرويجية)
- ماغنوس أندرسن على موقع قاعدة بيانات كرة القدم.إي يو (الإنجليزية)
- ماغنوس أندرسن على موقع Soccerbase.com (لاعب) (الإنجليزية)
- ماغنوس أندرسن على موقع Soccerway.com (الإنجليزية)
- ماغنوس أندرسن على موقع AS.com (الإسبانية)